# Koedange
Ne doit pas être confondu avec Kédange.
Koedange (luxembourgeois : Kéideng) est une section de la commune luxembourgeoise de Fischbach située dans le canton de Mersch.